# Nada Essaiadi
Nada Essaiadi, née le 3 mars 2000, est une joueuse marocaine de volley-ball évoluant au poste de centrale.

## Carrière
Elle évolue en Espagne au CV Leganés depuis 2017.
Elle est sixième du Championnat d'Afrique féminin de volley-ball 2019 puis remporte la médaille de bronze des Jeux africains de 2019 avec l'équipe du Maroc féminine de volley-ball.